# Josef Hassid
Josef Hassid (Chasyd) (* 28. Dezember 1923 in Suwałki, Polen; † 7. November 1950 in Epsom, England) war ein polnischer Violinist.

## Leben
Josef Hassid wurde am 28. Dezember 1923 in der polnischen Grenzstadt Suwalki in eine arme Familie polnischer Juden als drittes von vier Kindern hineingeboren. Seine Mutter starb in Josefs zehntem Lebensjahr an Typhus. Er wurde daraufhin von seinem Vater großgezogen. Nach vorherigem Selbstunterricht wurde er im Alter von zehn Jahren Schüler an der Chopin-Musikschule in Warschau. 1935 war er einer der jüngsten Teilnehmer des ersten Internationalen Henryk-Wieniawski-Violinwettbewerbs für Geiger und wurde dort mit einem Sonderpreis bedacht.
Hassid kam 1938 mit seinem Vater nach London. Der Ausbruch des Zweiten Weltkrieges verhinderte die Rückkehr nach Polen. Im Herbst 1940 wurde er erstmals der Londoner Öffentlichkeit vorgestellt. Es fanden ein Solo-Recital in der Wigmore Hall und ein Konzert-Rezital mit dem Violinkonzert von Tschaikovsky in der Queens Hall statt. Der Gedächtnisaussetzer, den Hassid hierbei hatte, wird als eines der ersten Anzeichen der Erkrankung betrachtet. Hassid war nach dem Urteil vieler berühmter Geiger eines der begabtesten Talente in der Geschichte des Violinspiels. Aufgrund einer psychischen Erkrankung verschwand Hassid für immer aus dem Konzertleben, kurz nachdem er auf dem internationalen Konzertpodium aufgetaucht war. Wenige Jahre später verstarb er unter tragischen Umständen. Seine einzige Hinterlassenschaft besteht aus neun Aufnahmen acht kurzer Stücke aus den Jahren 1939 und 1940, die seine geigerische Begabung eindrucksvoll bezeugen.

## Instrument
Josef Hassid spielte eine Violine des französischen Geigenbauers Jean-Baptiste Vuillaume.

## Aufnahmen
- H. mit Ivor Newton (Klavier) – La Capricieuse Op.17 – Elgar – 09/01/39
- H. mit Gerald Moore (Klavier; auch alle übrigen Aufnahmen) – La Capricieuse Op.17 – Elgar – 12/06/40
- Mélodie Op.42 No.3 Souvenir d’un lieu cher – Tchaikovsky – 12/06/40
- Zapateado Op.23 No.2: Danzas Espanolas No.6 – de Sarasate – 12/06/40
- Playera Op.23 No.1: Danzas Espanolas No.5 – de Sarasate – 28/06/40
- Caprice Viennois Op.2 – Kreisler – 29/11/40
- Hebrew Melody – trad. arr. Achron – 29/11/40
- Humoresque Op.101 No.7 – Dvorak arr. Kreisler – 29/11/40
- Thaïs: Méditation – Massenet – 29/11/40

## Zitate
„Ein Heifetz wird alle 100 Jahre geboren, ein Hassid nur alle 200.“ (Fritz Kreisler)
„Tu alles, was Dir möglich ist, um möglichst bald wieder gesund zu werden. Ein so großer Künstler wie Du ist es der Welt schuldig, wieder aktiv zu werden. Ich bin mir sicher, dass Deine Krankheit vorübergeht und dass Du bald darauf zurückblicken wirst wie auf einen Alptraum. Mein Interesse an Dir ist und wird dasselbe wie zuvor bleiben...“ (Carl Flesch in einem Brief vom 6. Juni 1943, Übersetzung aus dem Englischen)